# Terebra laevigata
Terebra laevigata is een slakkensoort uit de familie van de Terebridae. De wetenschappelijke naam van de soort is voor het eerst geldig gepubliceerd in 1834 door Gray.